# آر (آلبوم تک‌آهنگ)
آر (همچنین -R-) نخستین آلبوم تک‌آهنگ ضبط شده از خوانندهٔ کره‌ای-نیوزیلندی رُزِی می‌باشد که در ۱۲ مارس سال ۲۰۲۱ از سوی وای‌جی انترتینمنت و اینترسکوپ رکوردز منتشر گردید.